# Tisserin bicolore
Ploceus bicolor
Espèce
Statut de conservation UICN

 LC  : Préoccupation mineure
Le Tisserin bicolore (Ploceus bicolor) est une espèce de passereau d'Afrique tropicale appartenant à la famille des Ploceidae.

## Répartition et sous-espèces
Son aire dissoute s'étend à travers le centre/sud de l'Afrique subsaharienne.
Selon la classification de référence du Congrès ornithologique international (15.1, 2025) il se répartit en sept sous-espèces (ordre phylogénique) :
- P. b. tephronotus (Reichenow, 1892) — Cameroun, Gabon, Congo et Bioko ;
- P. b. amaurocephalus (Cabanis, 1881) — Angola et sud de la RDC ;
- P. b. mentalis (Hartlaub, 1891) — Soudan du Sud, nord-est de la RDC, Ouganda et ouest du Kenya ;
- P. b. kigomaensis (Grant & Mackworth-Praed, 1956) — de l'est de l'Angola à l'ouest de la Tanzanie ;
- P. b. kersteni (Hartlaub & Fisch, 1870) — sud de la Somalie, est du Kenya et de la Tanzanie ;
- P. b. stictifrons (Fischer & Hartlaub, 1892) — du sud-est de la Tanzanie et nord-est de l'Afrique du Sud ;
- P. b. bicolor Vieillot, 1819 — sud-est de l'Afrique du Sud.